# I2 SNCB
Les voitures I2 de la SNCB étaient des voitures de chemin de fer affectées au trafic voyageurs international. Elles furent acquises dans l'immédiat après guerre pour remplacer les voitures I1 perdues durant la seconde guerre mondiale.

## Histoire
C'est donc en 1952 que 38 voitures à 2 compartiments de première classe et 6 compartiments de deuxième classe (A2B6) et 12 voitures à 11 compartiments de troisième classe (C11) sont livrées, peintes en deux tons de vert. La troisième classe fut abandonnée en 1952 en Belgique en trafic intérieur et en 1956 en trafic international. Les A2B6 devinrent alors A6 alors que les C11 devinrent B11 sans réelle transformation de leur aménagement intérieur.
En 1963, 12 voitures A8 sont transformées en voitures buffet (la moitié des compartiments est démonté pour faire place au compartiment de service adéquat, l'autre reste utilisable comme compartiment de première classe).
Au début des années 1960, les bogies Pennsylvania sont remplacés par des bogies Schlieren afin de relever la vitesse commerciale des voitures. Les fenêtres coulissantes en un seul pan seront également remplacées par des fenêtres à châssis en aluminium dont seule la partie supérieure peut s'ouvrir en glissant le long de la partie inférieure.
En 1974, la voiture buffet mise à disposition de l'agence de charter Railtour est à nouveau transformée. Les compartiments de 1re classe subsistants deviennent des locaux de service pour le personnel des trains (qui font habituellement de longues étapes entre la Belgique et la Suisse ou le pourtour méditerranéen).
À partir de 1977, le niveau de confort des voitures de première classe est considéré comme insuffisant et ces voitures sont donc déclassées.
En 1988, la série est retirée du service.

## Préservation
Cinq voitures ont été préservées à des fins muséales.
| Numéro | Association                   | Remarque | Image |
| ------ | ----------------------------- | --- | ----- |
| 11901  | PFT, initialement CFV3V       | Initialement entrée en service en tant que 10.147, plus tard 11 127 et 11 901 |       |
| 11907  | CFV3V                         | Utilisée comme local de service puis comme poste de bloc à Mariembourg les jours de festival |       |
| 11908  | PFT, avant CFV3V              | Initialement entrée en service sous 10.154, plus tard 11.134 et 11.908 |       |
| ???    | Stoomcentrum Maldegem         | A confirmer. |       |
| 11911  | Rail et Traction, ex Vennbahn | Voiture ex-Railtour récupérée par Rail et Traction à la suite de la faillite de la Vennbahn où elle servait de voiture d'accompagnement et de service pour locomotive à vapeur, conservée à l'extérieur, elle sera ferraillée à la fin des années 2010. |       |